# Четрдесет шеста изложба УЛУС-а (1968)
Четрдесет шеста изложба УЛУС-а (1968) је трајала од 8. до 24. новембра 1968. године. Одржана је у галеријском простору Удружења ликовних уметника Србије односно у Уметничком павиљону "Цвијета Зузорић", у Београду.

## Каталог
Плакат и каталог је израдио Едуард Степанчић.

## Излагачи

### Сликарство
1. Крста Андрејевић
2. Радуле Анђелковић
3. Даница Антић
4. Момчило Антоновић
5. Мирослав Арсић
6. Миодраг Атанацковић
7. Милош Бабић
8. Милош Бајић
9. Боса Беложански
10. Маринко Бензон
11. Павле Блесић
12. Славољуб Богојевић
13. Перо Бодрожа
14. Иванка Божовић
15. Војтех Братуша
16. Мира Бртка
17. Босиљка Валић Јованчић
18. Видоје Васић
19. Растко Васић
20. Милена Велимировић
21. Лазар Возаревић
22. Дилиста Вујовић
23. Бошко Вукашиновић
24. Оливера Вукашиновић
25. Драга-Гага Вуковић
26. Драган Вукосављевић
27. Бранислав Вулековић
28. Живан Вулић
29. Радоман Гашић
30. Ратомир Глигоријевић
31. Александар Грбић
32. Оливера Грбић
33. Боривој Грујић
34. Ђурђина Давидов
35. Милица Динић
36. Властимир Дискић
37. Томислав Дугоњић
38. Амалија Ђаконовић
39. Милорад-Млађи Ђокић
40. Даринка Ђорђевић
41. Заре Ђорђевић
42. Мирољуб Ђорђевић
43. Ружица Ђорђевић
44. Бериша Енђел
45. Владимир Живанчевић
46. Маша Живкова
47. Јован Живковић
48. Ксенија Илијевић
49. Иван Јакобџић
50. Љубодраг-Јале Јанковић
51. Љубомир Јанковић
52. Драгомир Јашовић
53. Мара Јелесић
54. Светозар-Заре Јовановић
55. Александар-Бириљ Јовановић
56. Гордана Јовановић
57. Јелена Јовановић
58. Милан Керац
59. Десанка Керечки Мустур
60. Божидар Ковачевић
61. Драган Костић
62. Зорица Костић
63. Лиза Крижанић Марић
64. Јован Крижек
65. Слободанка Кузманић
66. Јован Кукић
67. Гордана Лазић
68. Драгомир Лазаревић
69. Радмила Лазаревић
70. Наталија Лукић
71. Светолик Лукић
72. Зоран Мандић
73. Војислав Марковић
74. Мома Марковић
75. Велимир Матејић
76. Душан Машовић
77. Вукосава Мијатовић
78. Миомир Миленковић
79. Радослав Миленковић
80. Душан Миловановић
81. Олга Милуновић
82. Бранимир Минић
83. Савета Михић
84. Саша Мишић
85. Душан Мишковић
86. Миша Младеновић
87. Светислав Младеновић
88. Петар Мојак
89. Драгослав Момчиловић
90. Александар Моравски
91. Марклен Мосијенко
92. Рајко Николић
93. Рајна Николић
94. Мирјана Николић Пећинар
95. Миливој Олујић
96. Анкица Опрешник
97. Душан Оташевић
98. Лепосава Ст. Павловић
99. Ружица-Беба Павловић
100. Споменка Павловић
101. Илија Пандуровић
102. Димитрије Парамендић
103. Илија Пауновић
104. Милан Перишић
105. Љубомир Перчинлић
106. Пал Петрик
107. Јелена Петровић
108. Слободан Петровић
109. Татјана Поздњаков
110. Гордана Поповић
111. Милош Правица
112. Божидар Продановић
113. Божидар Раднић
114. Југослав Радојичић
115. Милутин Радојичић
116. Ђуро Радоњић
117. Милан Радоњић
118. Борислав Ракић
119. Вера-Тори Ристић
120. Ратимир Руварац
121. Нусрет Салихамиџић
122. Феђа Соретић
123. Димитрије Сретеновић
124. Бранко Станковић
125. Милица Стевановић
126. Тодор Стевановић
127. Едуард Степанчић
128. Мирослав Стојановић
129. Живко Стојсављевић
130. Зоран-Врањски Стошић
131. Драгомир-Суле Сушић
132. Рафаило Талви
133. Војислав Тодорић
134. Александар Томашевић
135. Шандор Торок
136. Стојан Трумић
137. Лепосава Туфегџић
138. Милорад Ћирић
139. Јелена Ћирковић
140. Борис Хелд
141. Сабахадин Хоџић
142. Иван Цветко
143. Љубомир Цветковић
144. Драгана-Беба Цигарчић
145. Милена Чубраковић
146. Мила Џокић
147. Добрила Џоџо Поповић
148. Томислав Шебековић
149. Миленко Шербан
150. Мирјана Шипош
151. Милена Шотра

### Вајарство
1. Градимир Алексић
2. Габор Алмаши
3. Оскар Бербеља
4. Милан Бесарабић
5. Радмила Бобић
6. Стеван Боднаров
7. Војислав Вујисић
8. Милија Глишић
9. Љубинка Граси
10. Милорад Дамњановић
11. Стеван Дукић
12. Војислав Јакић
13. Никола Јанковић
14. Селимир-Селе Јовановић
15. Вида Јоцић
16. Даница Кокановић Младеновић
17. Илија Коларовић
18. Мира Летица
19. Славољуб Миловановић
20. Мирослав Николић
21. Драгиша Обрадовић
22. Радивоје Павловић
23. Михајло-Паун Пауновић
24. Владислав Петровић
25. Славка Петровић Средовић
26. Рајко-Нуклеарни Радовић
27. Славољуб Радојчић
28. Милорад-Раша Рашић
29. Славољуб Станковић
30. Живојин Стефановић
31. Милорад Ступовски
32. Душан Торњански
33. Јосиф Хрдличка
34. Ђорђије Црнчевић
35. Милан Четник
36. Јосипа Шобер Поповић

### Графика
1. Миливој-Елим Грујић
2. Миленко Жарковић
3. Зоран Јокић
4. Стеван Кнежевић
5. Боривој Којић
6. Љубомир Кокотовић
7. Богдан Кршић
8. Бранислав Макеш
9. Милан Мартиновић
10. Даница Масниковић
11. Александар Паскутини Стјепановић
12. Трајко Стојановић
13. Златана Чок
14. Божидар Џмерковић
15. Кемал Ширбеговић